# ジャクソン (GOT7)
ジャクソン（朝: 잭슨、英: Jackson、1994年3月28日 - ）は、韓国のボーイズグループGOT7の香港出身メンバーである。本名はワン・ガイ（中: 王嘉爾、英: Wang Ka Yee Jackson)。現在は自身が設立した個人事務所TEAM WANGで、中国を中心にソロ活動を行なっている。

## プロフィール
父親の王瑞は中国代表フェンシングチームのアジア大会金メダリストである。母親ソフィア・チョウは中国の上海出身で体操の元世界チャンピオン選手である。母方の祖父である周永昌は中国本土の超音波診断医学の先駆者であった。
語学が堪能で中国語、朝鮮語、英語が話せる。
幼い頃にフランスに住んでいた時期があり、幼い頃はフランス語も話せた。
10歳の頃から元フェンシングアジアチャンピオンの父のもとフェンシングを始めた。スポーツ一家に生まれただけの事もあり、香港ジュニア代表チームに所属し、アジアジュニア金メダリストに輝いた。
フェンシング選手として活躍していた為、学校内に写真が飾っており、その写真を見たJYPのスカウトチームがスカウトした。
スカウトを受けたジャクソンは本気で歌手になりたいと思い、コーチ兼父に打ち明けるが当時はロンドンオリンピックを目指していた為反対される。
その後何度も説得し、アジアチャンピオンになったらオーディションを受けることを許可された。
その後ジュニアアジア大会で金メダルを取り、JYPオーディションに見事合格し、韓国へ渡った。
持ち前の運動神経からデビュー当時はマーシャルアーツを担当していた。
端正な顔立ちで世界イケメンランキング100に毎回ノミネートされている。
何事にも情熱的な性格でユーモアセンスも抜群なため、デビュー当時からたくさんのバラエティに出演してきた。
有名俳優や女優、お笑い芸人と交友関係が広いことで有名であり、BTSのRMとは練習生の頃からの仲で、他にもBTOBの俳優としても活躍しているソンジェ、元SUPER JUNIOR-Mのヘンリー、元Wanna Oneのライ・グァンリンやのジュホンとも仲が良い。

## 来歴
GOT7の活動に関してはGOT7を参照。

### 2014年
7月29日から韓国のケーブルチャンネルMBC every1を通じて放送された「ヒョンドニとデジュニのヒット製造機」でプロジェクトグループ「Big Byung(ビッグビョン)」のメンバーとして活動した。
9月21日から韓国のSBSを通じて放送されたバラエティ番組「ルームメイト」シーズン2に出演し、大きな人気を博した。

### 2015年
5月17日からSBSの人気歌謡のMCを務めていたZE:Aのグァンヒの後任として既存のMCホン・ジョンヒョン、キム・ユジョンと共に人気歌謡のMCを務めた。

### 2017年
6月26日 自身の微博（ウェイボー）にて、ジャクソンの中国国内活動のための個人事務所「Team Wang」の発足を発表した。
9月5日 公式ファンサイトにて、スケジュール調整、健康管理などの必要により、日本でGOT7としての活動に今後参加しないことが発表された。

### 2018年
2月9日、香港観光の特使に任命された。

## 音楽作品
| タイトル                                              | 収録アルバム | 発売年 |
| ----------------------------------------------------- | ------------ | ------ |
| Generation 2                                          |              | 2017   |
| Okay                                                  |              | 2017   |
| MOOD                                                  |              | 2017   |
| Dawn of Us                                            |              | 2018   |
| X                                                     |              | 2018   |
| Bruce Lee                                             |              | 2018   |
| MK Circus                                             |              | 2019   |
| Oxygen                                                |              | 2019   |
| Papillon (Postlude from "the Rookies") [BOYTOY Remix] |              | 2019   |
| BULLET TO THE HEART                                   | MIRRORS      | 2019   |
| 100 Ways                                              |              | 2020   |
| 100 Ways (MK Remix)                                   |              | 2020   |
| Pretty Please                                         |              | 2020   |
| Should've Let Go                                      |              | 2020   |
| Alone                                                 |              | 2021   |
| LMLY                                                  |              | 2021   |
| Drive You Home                                        |              | 2021   |
| Jackson Wang                                          |              | 2022   |
| Fire To the Fuse                                      |              | 2022   |
| Why Why Why                                           |              | 2022   |

| タイトル     | 発売日         | 収録曲 |
| ------------ | -------------- | --- |
| MIRRORS      | 2019年10月24日 | 1. BULLET TO THE HEART 2. ON THE ROCKS 3. DWAY! 4. UNLESS I'M WITH YOU 5. BAD BACK (feat. GoldLink) 6. TITANIC (feat. Rich Brian) 7. FADED 8. 爱 (I LOVE YOU 3000 CHINESE VERSION) |
| LOST & FOUND | 2022年3月7日   | 1. Poison 2. Dead 3. I Don't Have It 4. Power 5. Blackout 6. In My Bed 7. The Moment 8. Vibes                                                                                      |
| MAGIC MAN    | 2022年9月9日   | 1. Blow 2. Cruel 3. Champagne Cool 4. Go Ghost 5. Drive It Like You Stole It 6. Come Alive 7. Just Like Magic 8. All The Way 9. Dopamine 10. Blue                                  |

### シングル (ソロ曲)

#### 2016年
- Some Strange Work

#### 2017年
- Generation 2 (7月4日)
- Papillon (8月26日)
- 九州天空城 (8月30日)
- (V)ision (11月10日)
- Okay (11月30日)

#### 2018年
- Dawn of Us (4月20日)
- X (5月15日)
- Fendiman (5月25日)
- Made It (9月17日)
- Different Game (feat. グッチ・メイン) (11月7日)
- Hunger (12月3日)

#### 2019年
- BIMMER RIDE (2月14日)
- Faded (3月19日)
- Oxygen (4月12日)
- BULLET TO THE HEART (9月24日)
- DWAY! (10月22日)

#### 2020年
- 100 WAYS (3月20日)
- Pretty Please (９月４日)

### アルバム

#### 2019年
- MIRRORS (10月25日)

### コラボレーション

#### 2014年
- 빅병 (Big Byung) - 스트레스 컴온! (Stress Come on!)

#### 2015年
- 빅병 (Big Byung) - 오징어 된장 (イカ味噌)

#### 2017年
- モン・ジア - MOOD

#### 2018年
- Al Rocco - Bruce Lee
- ベンベン & ユギョム - I Love It
- ベンベン & ユギョム - WOLO
- ユギョム - Phoenix

#### 2019年
- 88rising, Higher Brothers - Tequila Sunrise (feat. AUGUST 08, GoldLink)
- 88rising, Joji - Walking (feat. Major Lazer, Swae Lee)
- 88rising, Stephanie Poetri - I Love You 3000 II

### フィーチャリング

#### 2014年
- ソンミ - 멈춰버린 시간 (Time Is Up)

#### 2017年
- 袁婭維 - Lucky Rain

#### 2018年
- Eddie Supa - Can't Breathe (feat. Stan Sono)
- Sammi Cheng - Creo en Mi
- フェイ - Hello
- マーク - OMW

#### 2019年
- ICE冰塊 - Red
- 謝霆鋒 - 塑造
- 謝霆鋒 - 深淵
- Dough-Boy - MK Circus
- 賴冠霖（ライ･グァンリン） - Hypey
- GoldLink - Rumble
- 秦奮 - Another
- BOY STORY - Too Busy
- KnowKnow & Higher Brothers - 面子 Face Power

## 出演

### ドラマ
- インターネットドラマ「ドリームナイト」(2015年)

### テレビ番組
- SBS「人気歌謡」 - MC (2015年)

## 受賞歴
- 2014年
  - 12月30日 SBS芸能大賞芸能部門新人賞

## [1]外部リンク
- Jackson Wang on Vevo
- Jackson Wang (JacksonWang852) - Twitter
- Jackson on JYP Publishing

1. ↑  Craz, Celeb (2023年4月27日). “Jackson Wang Age, Girlfriend, Height In Feet, Net Worth & More”. CELEB CRAZE. 2023年4月28日閲覧。